# Xiao Qiang
Xiao Qiang (cinese semplificato: 蕭強, cinese tradizionale: 萧强, pinyin: Xiāo Qiáng; ...) è una giornalista e attivista cinese.

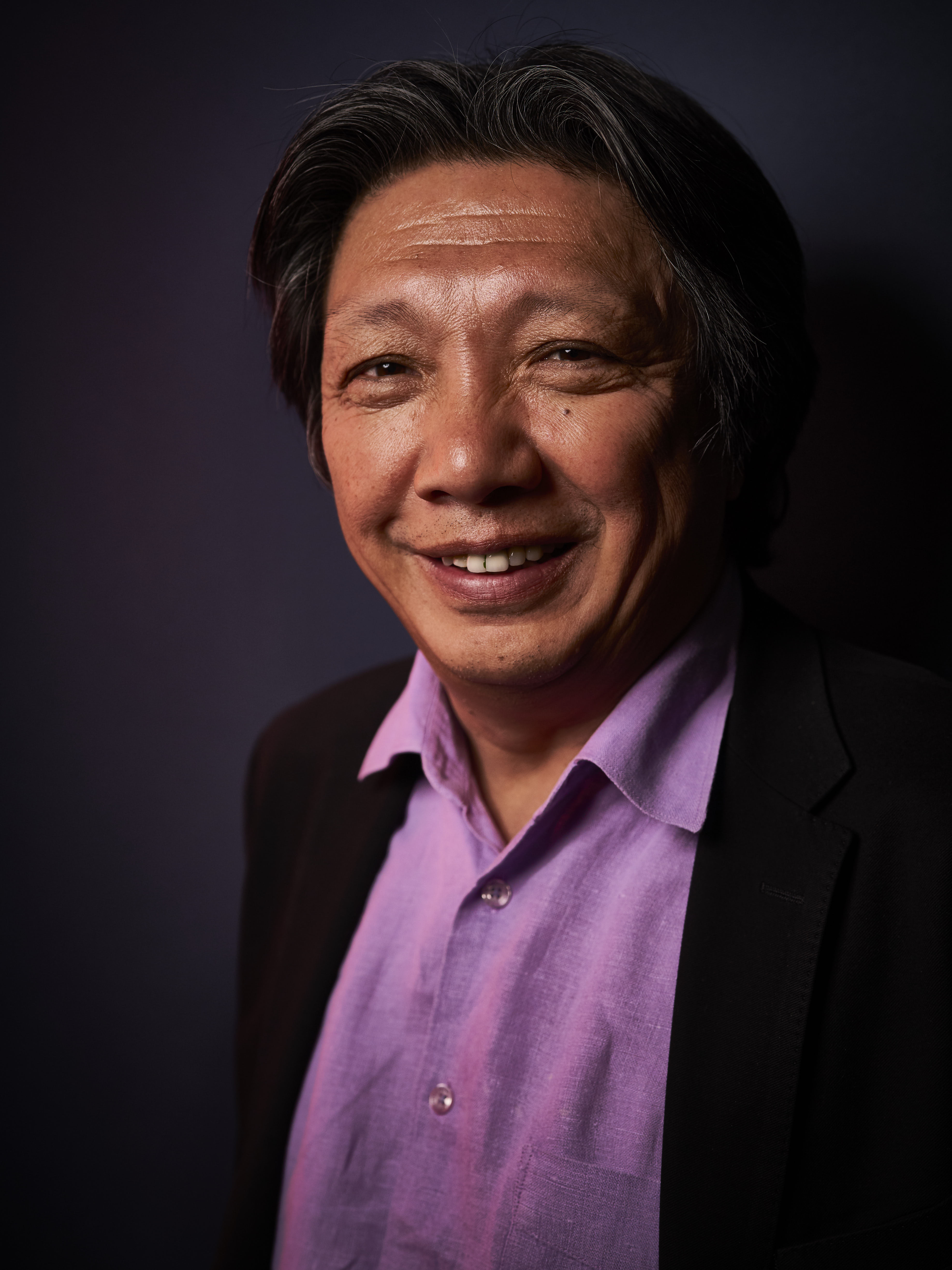
Xiao Qiang (2019)

È direttrice del China Internet Project alla scuola di giornalismo della Università di Berkeley oltre che fondatore e capo redattore di China Digital Times, un portale di informazioni sulla Cina con sede a Berkeley. Xiao insegna Media partecipativi/Azioni collettive e sui Blog in Cina sia alla Scuola di Giornalismo ed alla Scuola di Informazione all'Università di California di Berkeley. Si interessa anche di ricerche e scrive sulle censure di stato, media civici e sugli attivisti emergenti sulle reti sociali nel cyber-spazio cinese.
Xiao ha studiato fisica teorica all'Università di Scienza e Tecnologia della Cina e frequentò il programma per il PhD in astrofisica dell'Università di Notre Dame dal 1986 al 1989. Dopo i fatti di piazza Tiananmen del 1989 è diventato attivista dei diritti umani.
È stato anche direttore esecutivo della Organizzazione non governativa di New York Human Rights in China dal 1991 al 2002 e vicepresidente del comitato direttivo del World Movement for Democracy. Ha anche una rubrica settimanale di Radio Free Asia.
Xiao ha ricevuto il MacArthur Fellowship nel 2001 ed un visiting fellow del Santa Fe Institute nella primavera 2002.